# Вика малоазійська
Ви́ка малоазі́йська, горошок віфінський (Vicia bithynica) — вид рослин з родини бобових (Fabaceae), поширений у Середземноморському регіоні й Західній Азії.

## Опис
Однорічна, помірно волосиста чи майже гола, висхідна чи витка рослина 15–65 см заввишки. Листочки гострі й загострені, на верхніх стеблах листки лінійно-ланцетні, до 4 см завдовжки, на нижніх стеблах округло-яйцюваті, 1–3 см завдовжки; прилистки з довгими, на верхівці шилоподібними зубцями. Період цвітіння: березень — червень. Квітки 16–20 мм, зазвичай двоколірні, пурпурно-білуваті. Чашечка 9–11 мм. Боби вузько-довгасті, 25–40 × 7–11 мм, з вигином, ± запушені, краї війчасті. Насіння 2–6.

## Середовище проживання
Поширений у Середземноморському регіоні й Західній Азії від Португалії до Афганістану; росте зазвичай у відкритих і порушених місцях проживання; на висотах від 0 до 1250 метрів.
В Україні вид зростає у світлих лісах, чагарниках — у гірському Криму, переважно в нижньому поясі південного макросхилу.